# Bob Burns (1884-1957)
Pour les articles homonymes, voir Bob Burns et Burns.
Bob Burns est un acteur américain, né à Glendive (Montana) le 21 novembre 1884 et mort à Los Angeles (Californie) le 14 mars 1957.

## Biographie

### Vie privée
Il fut l'époux de Julia Bearcroft jusqu'à sa mort, en 1957, dont il eut deux enfants.
Il était le frère de l'acteur Edmund Burns.

## Filmographie partielle
- 1914 : For the Last Edition
- 1914 : The Quicksands de Christy Cabanne
- 1914 : Who Shot Bud Walton? de Raoul Walsh
- 1920 : Une poule mouillée (The Mollycoddle) de Victor Fleming
- 1928 : The Bronc Stomper
- 1928 : The Little Buckaroo
- 1928 : Far West (Thunder Riders) de William Wyler
- 1933 : Justice pour un innocent (Sagebrush Trail)
- 1936 : La Chevauchée solitaire (The Lonely Trail) de Joseph Kane
- 1940 : Prairie Schooners
- 1943 : The Good Fellows de Jo Graham
- 1943 : La Justice du lasso (Hoppy Serves a Writ) de George Archainbaud
- 1952 : The Story of Will Rogers de Michael Curtiz
- 1952 : Les Rivaux du rail (Denver and Rio Grande) de Byron Haskin
- 1953 : La Dernière Chevauchée (The Last Posse) de Alfred L. Werker